# Ben Collins (programista)
Ben Collins (ur. 1973) – były inżynier NASA. Lider Projektu Debian w okresie od kwietnia 2001 do kwietnia 2002. Został zastąpiony w tej roli przez Bdale’a Garbee.
Obecnie pracuje w Canonical Ltd. na stanowisku szefa zespołu odpowiedzialnego za rozwój jądra Linuksa dla dystrybucji Ubuntu.